# U.S. National Championships 1961
Die 81. U.S. National Championships fanden vom 1. bis zum 10. September 1961 im West Side Tennis Club in Forest Hills in New York, USA statt.
Titelverteidiger im Einzel waren Neale Fraser bei den Herren sowie Darlene Hard bei den Damen. Im Doppel waren Roy Emerson und Neale Fraser bei den Herren, Maria Bueno und Darlene Hard bei den Damen sowie Margaret Osborne duPont und Neale Fraser im Mixed die Titelverteidiger.

## Herreneinzel
Setzliste
| Nr. | Spieler        | Erreichte Runde |
| --- | -------------- | --------------- |
| 01. | Rod Laver      | Finale          |
| 02. | Chuck McKinley | 3. Runde        |
| 03. | Roy Emerson    | Sieg            |
| 04. | Mike Sangster  | Halbfinale      |

| Nr. | Spieler         | Erreichte Runde |
| --- | --------------- | --------------- |
| 05. | Bob Mark        | Achtelfinale    |
| 06. | Frank Froehling | 3. Runde        |
| 07. | Jon Douglas     | Viertelfinale   |
| 08. | Ronald Holmberg | Viertelfinale   |